# Heir to the Demon
Heir to the Demon es el decimotercer episodio de la segunda temporada y trigésimo sexto episodio a lo largo de la serie estadounidense de drama y ciencia ficción, Arrow. El episodio fue escrito por Jake Coburn dirigido por Wendey Stanzler y fue estrenado el 5 de febrero de 2014.
Mientras Laurel continúa su descenso, Oliver y Quentin tratan de convencer a Sara para que se quede en la ciudad y finalmente se reúna con su hermana y su madre. Sin embargo, Nyssa, una antigua compañera en la Liga de Asesinos llega a la ciudad buscando a Canario para llevarla de vuelta con ella pero cuando Sara se niega, Nyssa secuestra a Dinah. Al darse cuenta de que está poniendo en peligro a su familia con su negativa, Sara considera la idea de integrarse nuevamente a la liga.

## Argumento
Nyssa al Ghul llega a Starling City para convencer a Sara para volver a Nanda Parbat con ella. Mientras tanto, Oliver descubre que Laurel fue envenenada para atraer a Sara de vuelta a la ciudad. Nyssa se enfrenta a Sara y revela que las dos compartieron una relación romántica en el pasado. Sara se niega a regresar, por lo Nyssa secuestra Dinah y amenaza con matarla si Sara no accede a volver con ella a Nanda Parbat dentro de las siguientes veinticuatro horas. Finalmente, Sara se presenta para salvar a su madre pero le dice a Nyssa que no piensa volver a Nanda Parbat e ingiere el mismo veneno que Nyssa ordenó poner para Laurel. Arrow llega con un antídoto para Sara pero se enfrasca en una lucha con Nyssa. Cuando el vigilante por fin logra suministrarle el antídoto, Nyssa libera a Sara de sus obligaciones con la Liga y desaparece.
Por otra parte, cuando Moira comienza su campaña política, Felicity descubre que hubo un movimiento en las cuentas bancarias de Tempest y se lo informa a Walter, quien le pide que deje de indagar. Más tarde, Felicity visita a Moira y le revela que tras hacer un poco de investigación descubrió que Malcolm Merlyn es el verdadero padre de Thea. Moira amenaza a Felicity para que no le cuente a Oliver sobre lo que descubrió, sin embargo, Felicity se arma de valor y le cuenta la verdad a Oliver, quien acepta apoyar públicamente a su madre pero le dice que en la privacidad de su hogar no quiere tener nada que ver con ella pues lo único que desea es que Thea nunca se entere de la verdad.
Finalmente, aunque Sara es bienvenida por sus padres, Laurel, en un ataque de ira, la echa de su casa después de culparla de todo lo malo que le ha ocurrido a ella y su familia. Además, Slade decide hacerse cargo de la campaña de Moira contra Blood. Mientras tanto, en un flashback, Laurel descubre que Sara y Oliver viajaban juntos en el Queen's Gambit.

## Elenco
- Stephen Amell como Oliver Queen.
- Katie Cassidy como Dinah Laurel Lance.
- David Ramsey como John Diggle.
- Willa Holland como Thea Queen.
- Emily Bett Rickards como Felicity Smoak.
- Colton Haynes como Roy Harper (crédito solamente).
- Manu Bennett como Slade Wilson.
- Susanna Thompson como Moira Queen.
- Paul Blackthorne como el oficial Quentin Lance.

## Continuidad
- El episodio marca la primera aparición de Nyssa al Ghul.
- Dinah Lance fue vista anteriormente en Salvation.
- Es el segundo episodio en el que Roy Harper está ausente.

- Es el octavo episodio de la temporada en el que uno o más personajes principales están ausentes.

- Se revela que Sara mantuvo una relación con Nyssa al Ghul.
- Laurel y Dinah Lance se enteran de que Sara está viva.

- Este es el primer episodio en el que todos los miembros de la familia Lance aparecen.

- Felicity descubre que Thea es hija de Malcolm Merlyn y más tarde se lo cuenta a Oliver.
- Felicity también revela que su padre la abandonó.
- Nyssa libera a Sara de la Liga de Asesinos.
- Moira se lanza como candidata a la alcaldía de Starling City oficialmente.
- Oliver le dice a Moira que su relación será únicamente para apoyarla e su candidatura y para proteger a Thea de descubrir la verdad sobre su origen.
- Este episodio es similar a The Undertaking, donde los flashbacks tienen lugar antes del naufragio del Queen's Gambit.

- Este es el primer el episodio en el que Oliver no aparece en los flashbacks.

## Banda sonora[3]
| N.º | Intérprete                        | Título     | Álbum      |
| --- | --------------------------------- | ---------- | ---------- |
| 1   | My Morning Jacket                 | Sec Walkin | Evil Urges |
| 2   | Active Child feat. Ellie Goulding | Silhouette | Rapor - EP |

## Desarrollo

### Producción
La producción de este episodio comenzó el 18 de noviembre y terminó el 26 de noviembre de 2013.

### Filmación
El episodio fue filmado del 27 de noviembre al 10 de diciembre de 2013.

### Casting
El 19 de noviembre se anunció que Katrina Law fue contrata para interpretar a Nyssa al Ghul, un poderoso miembro de la Liga de Asesinos quien llega a Starling City buscando a Canario.

## Recepción

### Recepción de la crítica
Alasdair Wilkins de A.V. Club dio al episodio una A- y destacó el trabajo de Katie Cassidy comentando: "Heir to the Demon hace el mejor esfuerzo posible para explicar por qué Laurel no puede acoger a Sara de vuelta al igual que sus padres lo hicieron. Todo se remonta a los flashback del episodio, que representan el último día de felicidad en el hogar de los Lance y los celos entre hermanas que impulsaron interacciones con Oliver. El momento clave llega justo al final, cuando Moira llega para informar a los Lance que Sara también estaba a bordo. La actuación de Katie Cassidy, de común acuerdo con el trabajo de cámara, hace que quede claro qué tan devastadora es esta noticia. Ella ni siquiera tiene la oportunidad de llorar a su hermana, porque la misma noticia de la muerte de Sara lleva consigo la confirmación de la más grande traición".
Jesse Schedeen de IGN calificó al episodio como grandioso y le otorgó una puntuación de 8.8, diciendo: "Mientras que el material de los flashback fue un poco más débil de lo normal, el resto de este episodio fue muy satisfactorio. Nyssa tuvo un debut fuerte y sugirió que los escritores son más conscientes de dar contenido a sus villanos ahora. Mientras que "Heir to the Demon" no preparó el escenario para un conflicto inmediato con la Liga de los Asesinos, sí dejó a Sara en un lugar muy interesante y dejó la puerta abierta para más de Nyssa y sus secuaces en caso de ser necesario".

### Recepción del público
En Estados Unidos, Heir to the Demon fue visto por 2.86 millones de espectadores, recibiendo 1.0 millones de espectadores entre los 18 y 49 años, de acuerdo con Nielsen Media Research.